# Kubero Díaz
Juan Fernando Kubero Díaz (Nogoyá, 7 de noviembre de 1949) es un guitarrista de rock argentino, más conocido por haber sido fundador y líder del grupo de rock La Cofradía de la Flor Solar, y por haber integrado los grupos Billy Bond y La Pesada del Rock and Roll y Los Abuelos de la Nada. La edición argentina de la revista Rolling Stone lo ubicó en el puesto n.º 13 en su lista Los 100 mejores guitarristas de la historia del rock argentino.

## Trayectoria

### Comienzos
Nativo de Nogoyá (provincia de Entre Ríos), en el seno de una familia de músicos, tocando la guitarra desde muy chico. Kubero se mudó a la ciudad de La Plata (provincia de Buenos Aires) siendo joven, a fines de los años sesenta. En esta época comenzaría su fanatismo por grupos y músicos de rock tales como The Beatles, The Byrds, Jimi Hendrix Experience y Carlos Santana.

### Primeros grupos y colaboraciones
En La Plata se une a La Cofradía de la Flor Solar, grupo de rock psicodélico surgido de una comunidad hippie platense, activo a fines de los años sesenta y principios de los setenta.
Con La Cofradía edita un disco homónimo en 1971, al tiempo que entra en contacto con Billy Bond. Así es como ingresa en su proyecto, Billy Bond y La Pesada del Rock and Roll, una agrupación nueva por la que pasarían conocidos músicos de rock argentinos de aquella época como Pappo, Luis Alberto Spinetta, David Lebón y los miembros de Manal, entre otros.
Kubero trabaja con La Pesada a lo largo de la primera mitad de la década de 1970, y en 1973 realiza un álbum como solista: Kubero Díaz y La Pesada, contando a sus compañeros de banda como colaboradores.
Del mismo modo colaboró con Pedro y Pablo (grupo conformado por Miguel Cantilo y Jorge Durietz), aunque la situación sociopolítica en Argentina a mediados de los años setenta se tornaba incómoda y difícil para muchos artistas e intelectuales, siendo los músicos de rock frecuentemente acosados por la policía, incluyendo allanamientos de domicilio y arrestos, obligándolo a radicarse por un tiempo en Europa.

### Vida en Europa, regreso y años siguientes
Luego de que La Cofradía y La Pesada se separaran, y varios de sus miembros se radicaran en el exterior, Billy Bond se fue a Brasil, mientras que Kubero Díaz se fue a Europa, al igual que Miguel Cantilo.
Kubero Díaz vivió en Europa durante unos diez años, pasando por Londres, Francia (donde se encontró con Miguel Abuelo) y Holanda, radicándose luego en Ibiza, España junto a Miguel Abuelo. Durante su estadía en el Viejo Continente se dedicó a hacer artesanías y, finalmente, a la música.
Regresó a la Argentina a mediados de los años ochenta, a instancias de Miguel Abuelo, quien le ofreció unirse a Los Abuelos de la Nada, con los que grabó Himno de mi corazon (como invitado) en 1984 y Cosas mías (ya como oficial) en 1986. Tras la muerte de Miguel Abuelo a fines de los ochenta, lo cual dio fin al grupo automáticamente, Kubero Díaz se radicó en Búzios (Brasil), donde vivió por 15 años, aunque regresaría en varias ocasiones a la Argentina, inclusive para resurgir a La Cofradía de la Flor Solar, junto con Skay Beilinson.
Tras su experiencia brasileña regresó nuevamente a la Argentina y se une al grupo de León Gieco, al tiempo que formó su propia banda: KubeDíaz Trío.

## Discografía

### Como Solista
- Kubero Díaz y La Pesada (1973)
- Amaneceres (2017)

### Con La Cofradía de la Flor Solar
- Sombra fugaz por la ciudad / La mufa, simple (1969)
- La Cofradía de la Flor Solar (1971)
- El Café de los Ciegos (1997)
- Cofrádika (1998)
- Histórico, compilado con canciones inéditas (2005)
- Kundabuffer (2007)

### Con Billy Bond y La Pesada del Rock and Roll
- Buenos Aires Blus (1972)
- Vol 2 (1972)
- Vol 4 (1973)
- La Biblia con El Ensamble Musical de Buenos Aires (1974)

### Con Claudio Gabis
- Claudio Gabis y La Pesada (1973)

### Con Jorge Pinchevsky
- Jorge Pinchevsky, su violín Mágico y La Pesada (1973)

### Con Alejandro Medina
- Alejandro Medina y La Pesada (1974)

### Con Los Abuelos de la Nada
- Cosas mías (1986)